# Khwawa
Khwawa est une ville du Botswana.